# Gymneten
Gymneten (altgriechisch γυμνής, γυμνήτης gymnḗs, gymnḗtēs, pl. γυμνῆτες, ‚nackt, unbekleidet, leichtbewaffneter Fußsoldat‘, traditionell gingen die spartanischen Heloten und Kinder nackt) ist der Name einer altgriechischen Truppengattung. Ihr Kennzeichen war das Fehlen jeglicher Schutzwaffen, da sie als Speer-, Bogen- und Schleuderschützen nur für den Fernkampf bestimmt waren. Sie gehörten zur Einheit der Psiloi.
In den Heeren Griechenlands kamen seit den Perserkriegen an Stelle der leichtbewaffneten Sklaven verschiedene Arten von Schützen auf. Sie machten nach dem Zug der Zehntausend (401 v. Chr.) einen wesentlichen Bestandteil der Heere aus. Die Truppen wurden meist aus den Völkerschaften geworben, die sich im Gebrauch der einzelnen Fernwaffen besonders auszeichneten, wie z. B. die Kreter als Bogenschützen, Rhodier und Thessalier als Schleuderer.